# Sony Ericsson T715
Sony Ericsson T715為Sony Ericsson於2009年第三季所推出的行動電話，內建320萬相機、手電筒、FM收音機、Walkman 播放器、Mega Bass 超重低音。T715 內建 90MB 記憶體，並支援 microSD 卡擴充。